# René Guy Cadou
 (novembre 2021).
 (octobre 2021).
René Guy Cadou est un poète français, né le 15 février 1920 à Sainte-Reine-de-Bretagne (Loire-Inférieure, aujourd'hui Loire-Atlantique) et mort le 20 mars, 1951 à 31 ans à Louisfert (Loire-Atlantique). Il a publié de 1936 à 1951. Ses œuvres complètes ont été publiées pour la première fois par les Éditions Seghers en 1961, et constamment rééditées depuis.

## Biographie
Né en Grande Brière, à Sainte-Reine-de-Bretagne, René Guy Cadou est le fils de Georges Cadou, directeur d'école, et d’Anna Benoiston. Son oncle, Victor Courtois (1889-1974), est général de brigade. Il grandit dans une ambiance de préaux d’écoles, de rentrées des classes, de beauté des automnes, de scènes de chasse et de vie paysanne qui deviendront plus tard une source majeure de son inspiration poétique : « Mon père s’y plaisait en costume de chasse, nous y avions de tendres rendez-vous … ». À 7 ans à Saint-Nazaire (44), il découvre la vie en ville et le cinéma populaire. En 1930 (il a dix ans), c'est le départ à Nantes pour le 5 quai Hoche, et pour le lycée Clemenceau. La mort de sa mère Anna le 30 mai 1932 plongera le tout jeune adolescent dans une mélancolie profonde. Sa poésie sera hantée par la nostalgie de Sainte-Reine et d'une enfance terrienne, bucolique et heureuse, mais aussi par la ville, la vie ouvrière, ainsi que par la mort.
Le 20 octobre 1941, trois camions bâchés roulent vers la Sablière de Châteaubriant, transportant les 27 otages qui seront fusillés quelques instants plus tard : l’instituteur Cadou rejoint alors à vélo l’école du village où il enseigne et croise le chemin des otages; une autre version indique qu'il aurait croisé le 23 un camion transportant les corps des otages vers Saint-Aubin. Les poèmes de Pleine Poitrine (où l'on retrouve un de ses poèmes célèbre : « Les fusillés de Châteaubriant ») s’ancreront sur cet épisode terrible de la barbarie nazie, pour revendiquer dans ce ton si personnel de la poésie de Cadou, la liberté, l’amour, la fraternité des hommes …
C’est à Rochefort-sur-Loire, dans l’arrière-boutique de la pharmacie de Jean Bouhier, que se retrouve un groupe de jeunes poètes, en rupture avec le conformisme littéraire du régime de Vichy, et qui revendiquent le droit de chanter l’amour de la vie. On y compte René Guy Cadou, Jean Rousselot, Jean Bouhier, les peintres Guy Bigot et Pierre Penon, Luc Bérimont qui fera tant plus tard, comme écrivain et journaliste littéraire, pour faire connaître les poètes et la chanson poétique à texte, Marcel Béalu, Lucien Becker, Michel Manoll… Rochefort, une école littéraire ? Cadou avait l’habitude de répondre : « Tout juste une cour de récréation ».
Le 17 juin 1943, une jeune fille native de Mesquer, Hélène Laurent (1922-2014), elle-même poète, vient avec un groupe d'amis le voir à Clisson. Débute aussitôt une correspondance poétique et amoureuse ; il l'épouse en 1946 et la célèbre notamment dans Hélène ou le règne végétal. Nommé instituteur titulaire à Louisfert en octobre 1945, Cadou s'y installe et mène avec les gens du village la vie simple du maître d'école ; et c'est la kyrielle des copains, « Les Amis de haut bord » qui, la classe terminée, viennent saluer le poète. C’est après la classe que le poète pose la blouse grise d'instituteur et monte dans la chambre de veille : Cadou sait que le temps lui est compté, c’est dans cette petite chambre, qui s’avance telle la proue d’un navire sur « la grande ruée des terres » qu’il écrit en cinq ans une œuvre lyrique de première importance.
Mais bientôt la maladie fait son œuvre inéluctable : interventions chirurgicales en janvier et mai 1950 suivies d'une période de rémission qui ne dure que le temps d'un été. Quelques jours après avoir signé Les Biens de ce Monde, René Guy Cadou meurt dans la nuit du 20 mars 1951, entouré d'Hélène et de Jean Rousselot venu le voir par hasard. Un des vers de René Guy Cadou pourrait être le doux reflet de toute son œuvre: « Le temps qui m'est donné, que l'amour le prolonge. »

## Biographie détaillée

### Origines familiales
René Guy Cadou est le deuxième enfant de Georges Cadou (1884-1940) et d'Anna Benoiston (1889-1932), tous deux instituteurs publics. Ils se sont mariés le 1er août 1910 et installés à Piriac-sur-Mer. Georges Cadou, mobilisé le 1er août 1914, a été sous-officier sur le front de l'est (en dernier lieu : sergent-major chargé du ravitaillement) jusqu'au 11 octobre 1918, date à laquelle il a failli perdre la vie lors d'un arrosage d'obus, comme dix des douze soldats qui se trouvaient là. Gravement blessé, il a été évacué et hospitalisé à Rochefort (Charente-Maritime) où il a appris l'armistice.
À Piriac, ils ont eu un fils qu'ils ont appelé Guy et qui est mort très tôt. Le second fils a donc été prénommé, selon une coutume ancienne, René Guy.
La famille Benoiston est de Saint-Nazaire, originaire de Malville et Cordemais. La grand-mère de René Guy est veuve en 1924, mais elle d'autres membres de sa famille habitent sur place : son fils Emile, qui travaille à la compagnie d'électricité et la famille de son fils Isidore, marin. De Sainte-Reine, les Cadou vont régulièrement passer le mercredi soir et le jeudi à Saint-Nazaire, qu'ils rejoignent en train par la ligne de la Brière.
La famille Cadou est du sud du département, en particulier de Château-Thébaud. Le père de Georges, Joseph Cadou, instituteur et secrétaire de mairie, est mort en 1905 ; sa mère s'est remariée avec un autre instituteur, grand-père adoptif de René Guy ; ils sont fixés au Pellerin et séjournent chaque année plusieurs semaines à Sainte-Reine. Georges a un frère à Clisson, une sœur à Pornic et un autre frère qui après avoir fait l'École normale d'instituteurs, s'est lancé dans d'autres activités, notamment la représentation commerciale.

### L'enfance

#### Sainte-Reine-de-Bretagne (1920-1927)
En 1920, ses parents sont instituteurs à l'école publique de garçons de Sainte-Reine-de-Bretagne, commune des marais de Brière. Il naît dans l'école, et le lendemain son père le présente aux élèves de sa classe. À Sainte-Reine, il vit une enfance heureuse. Dans son livre de mémoires, "Mon enfance est à tout le monde", il ne parle pas des autres enfants du village, mais évoque surtout ses relations avec différentes personnalités locales : le maréchal-ferrant, notamment, chez qui il passe pas mal de temps, ou le comte Espivent de la Villesboisnet. Il grandit dans une ambiance de préaux d’écoles, de rentrées des classes, de beauté des automnes, de scènes de chasse et de vie paysanne qui seront plus tard une source majeure de son inspiration poétique : « Mon père s’y plaisait en costume de chasse, Nous y avions de tendres rendez-vous… ».
La nostalgie de Sainte-Reine et de cette enfance terrienne, végétale et heureuse hantera plus tard sa poésie lyrique. En effet, en 1927, la famille part pour la ville, d'abord à Saint-Nazaire.

#### Saint-Nazaire (1927-1930)
Le départ pour Saint-Nazaire est vécu comme un déchirement ; à sept ans, la perception qu’il a de cette ville est en effet plutôt négative. Malgré tout, il va y trouver un certain nombre de nouveaux centres d’intérêt, en particulier le cinéma. Sa première séance de cinéma a eu lieu à Sainte-Reine à l’occasion de la fête du 14 juillet 1927 ; à Saint-Nazaire, René Guy devient amateur de cinéma, sinon cinéphile : il fréquente régulièrement, le jeudi, la salle de l’Athénée. Il est particulièrement fasciné par le personnage de Charlot, mon copain. Au cours de sa dernière année à Saint-Nazaire, il assiste à l'apparition du cinéma parlant, avec notamment Sous les toits de Paris ; un peu plus tard, il reçoit en cadeau un projecteur et des films qu'il projette à ses camarades. L'un d'eux lui fait découvrir la bande dessinée ; il aime particulièrement la série Le petit Buffalo qu'il suivra pendant cinq ans et la revue Cri-Cri). Mais il lit aussi "Les Cadets du Clair de Lune", de Jo Valle, auteur de "L'Espiègle Lili", et, dit-il : "En contrepoison, il m'arriva, durant une période d'hiver, d'absorber toute la bibliothèque de Madame de Ségur, que je m'obstinais à appeler Madame de Ciguë." À la même époque, son père lui fait donner des leçons particulières de violon, dont le résultat paraît avoir été très décevant.

### L'adolescence: Nantes (1930-1940)

#### Études secondaires et événements familiaux
En 1930, ses parents obtiennent une mutation à Nantes, son père devenant directeur de l'école primaire située au no 5 quai Hoche,.
René Guy fait ses études secondaires au lycée Clemenceau, où un de ses condisciples est Sylvain Chiffoleau. Il est externe et fait quatre fois par jour, à pied, le trajet du quai Hoche au lycée. Il évoque son année de sixième comme une période assez morne. À Nantes, il cesse de fréquenter le cinéma, dont l'accès lui est plus difficile qu'à Saint-Nazaire.
En mai 1932 la mort de sa mère le plonge dans une mélancolie profonde. Dès lors, il perd partiellement le goût des études et trouve un peu plus tard un refuge dans la création poétique, dont il a la révélation par son père. En classe de philosophie, il est cependant parmi les 6 premiers de sa classe, obtenant 6,5/10 au bac.
En 1938, son père (remarié en 1935 à Joséphine Savary) tombe malade et est mis en congé ; la famille quitte le quai Hoche pour le quartier Saint-Jacques au sud de la Loire. René Guy échoue au baccalauréat 1re partie en juin 1938, la réussit en octobre, et de même échoue au bac de philosophie en juin en 1939 pour réussir en octobre. En 1939-40, il travaille de nuit au tri postal ; son père meurt le 31 janvier 1940.

#### Les débuts littéraires
Dans son livre sur René Guy Cadou, Michel Manoll indique que celui-ci a commencé à écrire des poèmes après que son père lui a montré, vers 1933, ceux qu'il avait lui-même écrits dans sa jeunesse. Mais c'est leur rencontre qui oriente René Guy Cadou vers une poésie plus originale. Cadou fait la connaissance de Michel Manoll, alors libraire près de la place Bretagne, au début de 1936. Il est mis par lui en contact avec des Nantais intéressés par la littérature, comme Jean Bouhier, alors étudiant en médecine, et surtout Julien Lanoë. Par son intermédiaire, René Guy Cadou établit des relations épistolaires avec Pierre Reverdy et Max Jacob qu'il rencontrera une seule fois, en février 1940, juste après la mort de son père, à Saint-Benoît-sur-Loire. En 1937, il publie son premier recueil, Brancardiers de l'Aube, suivi de deux autres jusqu'à la guerre ; durant cette première période de création, en plus de sa scolarité assez difficile, il est confronté à de nouvelles épreuves : la mort de son père, la guerre et la débâcle.

### La période de la Seconde Guerre mondiale

#### Soldat puis instituteur
Il est mobilisé en juin 1940, et se retrouve dans les Basses-Pyrénées, à Navarrenx puis à Oloron-Sainte-Marie où il est hospitalisé à la "Maison Pommé", à la suite d'une grave chute. Il est démobilisé le 23 octobre 1940, réformé pour cause de tachycardie, et regagne la Loire-Inférieure où il va travailler comme instituteur suppléant. Grâce à Julien Lanoë, il échappe de peu au STO. Le hasard de ses nominations le conduit aux quatre coins du département : Mauves-sur-Loire, puis, en 1941, Bourgneuf-en-Retz, où il retrouve son camarade et futur éditeur Sylvain Chiffoleau, mais aussi Saint-Aubin-des-Châteaux près de Châteaubriant, Pompas (commune d'Herbignac), Saint-Herblon près d'Ancenis, Clisson, Basse-Goulaine et Le Cellier. Le 16 septembre 1943, il se trouve à Nantes au moment du premier grand bombardement, et échappe de peu à la mort. Il perdra tous ses maigres biens dans un autre bombardement, le 7 juin 1944.

#### L'école de Rochefort
En 1941, Jean Bouhier, installé comme pharmacien à Rochefort-sur-Loire, décide de regrouper quelques-uns de ses amis autour de la publication d'une revue, Les Cahiers de Rochefort, et fonde l'École de Rochefort. C'est chez lui que se retrouvent assez régulièrement un groupe de jeunes poètes, en rupture avec le conformisme littéraire du régime de Vichy, et qui revendiquent le droit de chanter l’amour de la vie. Outre Jean Bouhier, on y comptera René Guy Cadou, Michel Manoll, Jean Rousselot, Marcel Béalu, Lucien Becker, les peintres Guy Bigot et Pierre Penon, ainsi que Luc Bérimont qui fera beaucoup, plus tard, comme écrivain et journaliste littéraire, pour faire connaître les poètes et la chanson poétique à texte. À la question : « Rochefort, une école littéraire ? », Cadou avait l’habitude de répondre : « tout juste une cour de récréation ». Outre leurs rares rencontres, l'Ecole de Rochefort se signale surtout par ses éditions : "Cahiers de Rochefort", que Cadou codirige, puis en 1942 "Les Amis de Rochefort".

#### La poésie du temps de guerre,Pleine poitrine
Alors que la poésie de ses premiers recueils est dominée par l’influence de Pierre Reverdy, une correspondance très nourrie avec Max Jacob fait évoluer son écriture poétique, et l’expérience de la guerre l’oriente vers une expression beaucoup plus poignante et personnelle face à l’horreur : Pleine Poitrine marque la rupture avec le ton abstrait des premiers recueils. Le 23 octobre 1941, alors que René Guy Cadou se rend à bicyclette à l’école de Saint-Aubin-des-Châteaux, où il enseigne, il croise un camion bâché qui emporte depuis la carrière de la Sablière à Châteaubriant les corps de 3 des otages fusillés la veille. "Lettre à Jean Bouhier : "Jeudi, on a enterré ici trois fusillés. Le sang traversait les cercueils. Je crois que j'écrirai ou que j'écris un poème là-dessus...". Les poèmes de Pleine Poitrine s’ancreront sur cet épisode de ce qu'il appelle « la barbarie nazie », pour revendiquer dans le ton si personnel de la poésie de Cadou, la liberté, l'amour, la fraternité des hommes…

### Louisfert (1945-1951)

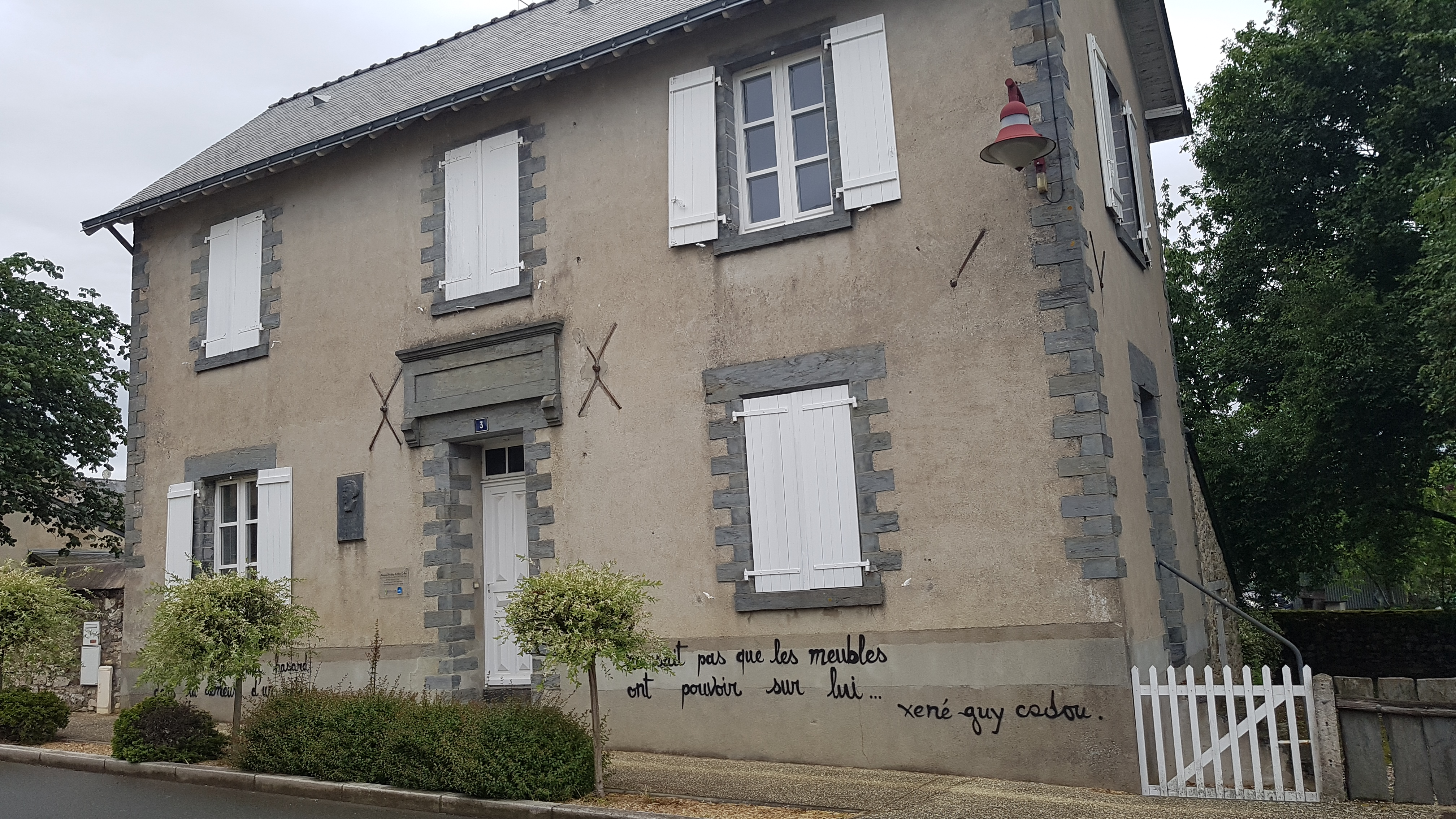
Demeure de René Guy et Hélène Cadou à Louisfert.

En 1946, après de longues fiançailles, il épouse une jeune fille originaire de Mesquer, qu'il a rencontrée le 17 juin 1943  à Clisson : Hélène Laurent, elle-même poétesse, fille d'un couple d'instituteurs nantais. Julien Laurent, directeur de l’École de Longchamp à Nantes était un collègue de Georges Cadou, et par lui, avait introduit chez lui "Brancardiers de l'aube". Le frère aîné d'Hélène était condisciple de René au lycée Clémenceau. Hélène fréquentait un groupe étudiants nantais férus de poésie : René Guy Cadou avait déjà dans ce milieu un petit cercle d'admirateurs. C'est avec eux qu'Hélène vient le 17 juin 1943 rencontrer René Guy Cadou à Clisson. C'est entre eux un coup de foudre quasi immédiat : "Toute la journée, je vis bleu" écrira René Guy. Ils se fiancent dès la Toussaint 1943, à Lormont près de Bordeaux. Hélène y poursuit ses études de philosophie à la Faculté, auprès de sa sœur aînée Jeanne qui vient d'être nommée professeur de philosophie au Lycée de jeunes filles. René Guy vient y voir Hélène, qui revient à Nantes au printemps 1944. Dès lors, sa poésie prend une orientation nouvelle, amplement nourrie par cet amour. Hélène est notamment célébrée dans Hélène ou le règne végétal, ensemble qui paraîtra en 1952 après la mort de René Guy. Louisfert, où René Guy est nommé à la rentrée 1945, enfin titularisé, c'est aussi la kyrielle des Amis de haut bord qui, la classe terminée, viennent saluer le poète. Après la classe, l’instituteur-poète pose la blouse grise et monte dans la chambre de veille. Il se sait malade. C’est dans cette petite chambre qu’il écrira en cinq ans une œuvre lyrique de première importance. Il y meurt d'un cancer, le 20 mars 1951.
René Guy Cadou est inhumé dans la même tombe que ses parents, au cimetière de la Bouteillerie à Nantes. Hélène Cadou l'y a rejoint le 27 juin 2014. Outre sa profession de bibliothécaire, son investissement dans la vie culturelle d'Orléans et le développement d'une œuvre poétique personnelle de première importance, elle a consacré sa vie à faire connaître l’œuvre de René Guy Cadou.
La maison d'école de Louisfert est devenue en 1993 une "Maison d'écrivain" : un petit musée a été aménagé dans la salle de classe, Hélène a reconstitué la "Chambre d'écriture" à l'étage. Ce lieu est devenu "Demeure de René Guy et Hélène Cadou", propriété de la commune de Louisfert et géré par la Communauté de communes de Châteaubriant-Derval. Elle est aussi depuis 2020 un lieu d'accueil d'écrivains et d'artistes en résidence.

## Œuvres

### Poésie
- Brancardiers de l'aube, Les feuillets de l'Ilôt, 1936
- Forges du vent (Sagesse - 1938)
- Retour de flamme (Les Cahiers de la Pipe en écume - 1940)
- Années-lumière (Cahiers de Rochefort - 1941)
- Morte-saison, René Debresse Éditeur, Paris, 1941
- Porte d'écume (Proses - Cahiers de Rochefort - 1941)
- Bruits du cœur (Les Amis de Rochefort - 1942)
- Lilas du soir (Les Amis de Rochefort - 1942)
- Amis les Anges (Cahiers de Rochefort - 1943)
- Grand élan (Les Amis de Rochefort - 1943)
- La Vie rêvée (Robert Laffont 1944)
- Les fusillés de Châteaubriant (Seghers 1946)
- Pleine poitrine (P. Fanlac - 1946)
- Les Visages de solitude (Les Amis de Rochefort - 1947)
- Lettre à Jules Supervielle, Éditions Sylvain Chiffoleau, Nantes, 1947)
- Quatre poèmes d'amour à Hélène (Les Bibliophiles alésiens - 1948)
- Saint-Antoine et Cie, Éditions Sylvain Chiffoleau, Nantes, 1948)
- Le Miroir d'Orphée (Gallimard - 1948)
- Les sept péchés capitaux (1949)
- Roger Toulouse (P.A.B Alès - 1949)
- Automne 1957
- Guy Bigot, Éditions Sylvain Chiffoleau, Nantes, 1949)
- Art poétique, Éditions Sylvain Chiffoleau, Nantes, 1949)
- Le Diable et son train (Chez l'auteur - 1949)
- Cornet d'adieu, Éditions Sylvain Chiffoleau, Nantes, 1949)
- Moineaux de l'an 1920, Éditions Sylvain Chiffoleau, Nantes, 1950)
- Avant-printemps (P.A.B. Alès - janvier 1951)
- Les Biens de ce monde (Pierre Seghers - février 1951)
- Usage interne (Les Amis de Rochefort - 1951)
- Hélène ou le Règne Végétal (Pierre Seghers - février 1951)
- Le Cœur au bond gravure de Roger Toulouse (Jean-Jacques Sergent - 1971)
- Les Amis d'enfance 1973
- Ravensbrück (Éditions Seghers - 1973)
- Hélène (1944)
- Et le ciel m'est rendu, Inédits, Éditions Bruno Doucey 2022

- Hélène ou le règne végétal, nouvelle édition, postface de Jean-François Jacques. Editions Seghers, 2023

#### Anthologies
- Poèmes choisis 1949-1950, Éditions Sylvain Chiffoleau, Nantes, 1950)
- Comme un oiseau dans la tête, poèmes choisis de René Guy Cadou, préface inédite de Philippe Delerm, édition établie par Jean-François Jacques et Alain Germain, Éditions Points, 2011.

#### Œuvres complètes
- Poésie, la vie entière, éditions Seghers, 1976, rééd.2001 : intégralité de l'œuvre poétique de René Guy Cadou, avec une préface de Michel Manoll
- Poésie la vie entière, œuvres poétiques complètes, nouvelle édition avec une préface de Jean Rouaud. Editions Seghers, 2023.
- Poésie la vie entière est disponible sur KOBO : https://www.kobo.com/fr/fr/ebook/poesie-la-vie-entiere

### Prose
- Mon enfance est à tout le monde, Éditions Jean Munier[n 15], 1969. Rééditions : Éditions du Rocher, 1985 et Le Castor astral, 1995, préface d'Hélène Cadou ; 
Ce livre a été écrit en 1947, du 19 juillet (les Cadou se trouvent alors à Murols, en Auvergne) au 25 décembre. Il s'agit d'une autobiographie portant sur les années 1920 à 1935, divisée en trois parties de longueur très inégale : 1) "Sainte-Reine-de-Bretagne" (pages 19–117) 2) "44, rue de Cardurand" (pages 121-173) 3) "5, quai Hoche" (177-204). Après la mort de sa mère, René Guy évoque rapidement ses débuts dans la poésie (p. 202) et très rapidement sa rencontre avec Michel Manoll.
Une quatrième partie : "Prose et fragments" (aux Éditions du Rocher[n 16]) effectue une mise en parallèle de fragments autobiographiques et de fragments poétiques.
- La Maison d'été, son unique roman, a été publié pour la première fois en 1955 par les Nouvelles éditions Debresse et réédité par la suite au Castor Astral.
- Testament d'Apollinaire, René Debresse Éditeur, Paris, 1945)
- Guillaume Apollinaire ou l'artilleur de Metz, Éditions Sylvain Chiffoleau, Nantes, 1948)
Il s'agit de deux essais sur la vie et l'œuvre de Guillaume Apollinaire.
- Monts et Merveilles, Nouvelles fraîches, avant-propos de Philippe Delerm. Éditions du Rocher, 1997. 
Ce recueil contient cinq nouvelles inédites : Le Blé de mai, Liarn, A la poursuite de la mer, La Prairie, Les Pas dans le ciel.

### Radio
En 1949 et 1950, René Guy Cadou a également fait des émissions radiophoniques sur différents écrivains : Max Jacob, Saint-Pol-Roux, Guillaume Apollinaire (1949), Tristan Corbière, Robert Desnos (1950). Sa dernière émission, le 19 septembre 1950, est consacrée à Nantes, cité d'Orphée.

### Citation
« Le temps qui m’est donné que l’amour le prolonge. »
" J'aimerais assez cette critique de la poésie : la poésie est inutile comme la pluie " (Usage Interne - 1951)

## Hommages

Portrait du poète René Guy Cadou, peint sur le mur extérieur d'une maison à Louisfert (Loire-Atlantique) par Smoka du collectif 100 Pression.

### Lieux consacrés à la vie et l'œuvre de René Guy Cadou
- Musée : "La Demeure de René Guy et Hélène Cadou", l'ancienne maison-école, à Louisfert. La demeure est constituée d'un petit musée situé dans l'ancienne salle de classe, et de l'appartement privé d'Hélène et René Guy : sa « chambre d'écriture » reconstituée ne se visite que sur demande particulière (bibliothèque de René Guy, sa table et ses souvenirs, peintures et sculptures données à René Guy). Le musée rassemble un ensemble important d'éléments biographiques, objets, photographies, fac-similé et gravures. Visite sur demande auprès de l'Office du tourisme de Châteaubriant (02 40 28 20 90). La Demeure est dorénavant propriété de la Communauté de communes de Châteaubriant - Derval. La Demeure est aussi un lieu de résidence d'artistes et d'écrivains.
- le Fonds René Guy Cadou à la Médiathèque de Nantes rassemble l'ensemble des manuscrits, de la correspondance, des éditions originales, des quelque 80 études universitaires, mémoires et thèses sur René Guy Cadou, et un grand nombre d'autres documents. Il est ouvert aux étudiants et aux chercheurs, et plus largement à tous les lecteurs de René Guy Cadou.

### Poètes
- Michel Manoll, Louisfert-en-Poésie, 1952 (poèmes)
- Les poètes de l'école de Rochefort : Jean Bouhier, Michel Manoll, Jean Rousselot, Marcel Béalu et Luc Bérimont
- Hélène Cadou
- Ultérieurement : Jacques Taurand, Paul Dirmeikis, Daniel Lefèvre, …

### Expositions
- Itinérance : exposition présentée à l'Hôtel du Département de la Loire-Atlantique en octobre-novembre 2001, à l'occasion du 50e anniversaire de la mort de René Guy Cadou, puis dans d'autres villes du département (Châteaubriant…). Une version de cette exposition circule, sur demande à la Médiathèque départementale de la Loire-Atlantique.

### Discographie
Un disque de poèmes de René Guy Cadou dits par Alain Moreau est paru en 1981, avec la volonté de respecter ce que disait le poète : « Les poèmes ne devraient jamais être dits que par leurs auteurs ou par d'autres poètes, un peu comme une liturgie. Les acteurs ont le tort de trop déclamer. Leurs effets de voix, visent plus à leur apporter le succès qu'à servir la gloire ou la mémoire du poète. »[réf. nécessaire](disque Coloquinte-Col 1280)
Daniel Gélin dit des poèmes de Cadou (disque Adès).
Gilles Servat : Hommage à René Guy Cadou (1980) ; Martine Caplanne : Aller simple ; Manu Lann Huel : Manu Lann Huel chante René Guy Cadou (1993) ; Môrice Benin : Chants de solitude, Comme un fleuve et La cinquième saison ("Chants de Solitude" édité par les Éditions du Petit véhicule à Nantes a reçu le Grand prix international du disque de l'Académie Charles-Cros); Eric Hollande : L'étrange douceur ; Véronique Vella : Véronique Vella chante René Guy Cadou ; René Guy Cadou chanté par Julos Beaucarne, Morice Benin, Michèle Bernard, Martine Caplanne, Marc Robine (collection "Poètes et chansons" - EPM).
Paul Dirmeikis a produit et publié en 2008, sous son label L'Eveilleur, un double album entre parenthèses, regroupant 31 poèmes de René Guy Cadou qu'il a mis en musique, et dont il a composé les arrangements.
Philippe Forcioli : Poète ! René Guy Cadou ? Mais montrez-moi trace des clous !, coffret de trois disques, 49 poèmes de René Guy Cadou, 2016

### Mise en musique de poèmes de Cadou
La poésie de Cadou a une rythmique, une musique des mots, un rappel de rimes ou d’assonances qui permet naturellement un travail de mise en musique. Dans la poésie contemporaine, on peut dire qu’il n’y a qu’un seul auteur dont la parole se chante spontanément, qui ait poussé des auteurs compositeurs interprètes célèbres à écrire de la musique sur ses vers, c’est Louis Aragon[réf. nécessaire]. Cadou a suscité un engouement identique de la part de chanteurs poètes, les uns connus comme Gilles Servat, Môrice Benin, Michèle Bernard, Martine Caplanne, Manu Lann Huel ou Jacques Douai, d’autres qui n’ont pas fait ou n’ont pas pu faire de la chanson un métier et qui sont moins ou pas du tout connus. Parmi les interprètes de René Guy Cadou, on peut citer : Julos Beaucarne, Marc Robine, Jacques Douai, Eric Hollande, Robert Duguet, Véronique Vella, Colombe Frézin, Gaël Macho, Philippe Forcioli… Un double CD paru à l'automne 2008 et intitulé Entre parenthèses, qui regroupe 31 poèmes mis en musique, arrangés et chantés par le poète et compositeur Paul Dirmeikis. Un coffret de trois CD regroupe 49 poèmes, mis en musique et chantés par Philippe Forcioli en 2016. Michel Arbatz édite un CD pour l'été 2020.
Le travail de mise en musique des textes de Cadou requiert une grande exigence. Paul Dirmeikis écrit sur le site de présentation de son projet musical : « La tâche est ardue : mettre en musique la poésie de quelqu'un d'autre demande d'être en symbiose avec l'auteur, exige de l'humilité, ainsi qu'une certaine volonté d'abandonner ses propres "tics", son propre style afin de servir au mieux le texte, sa métrique, ses couleurs, ses élans. » Pour sa part, Philippe Forcioli explique sa démarche : « Peut-être simplement, humblement, orgueilleusement, pour témoigner de mon amour pour cette "langue bleue" à nulle autre pareille et marcher dans les traces de ce "...cortège innombrable de pas..." qui sont venus s'abreuver à elle. »

### Anthologies
Trois poèmes de René Guy Cadou ont été choisis par Daniel Gélin dans son Anthologie Poèmes à dire (Seghers 1970), dans laquelle on trouvera aussi le poème de Pierre Seghers À René Guy Cadou.
Deux poèmes figurent dans l'Anthologie de la poésie française de Jean Orizet (Larousse 2007).
Deux poèmes de René Guy Cadou (Automne et Les amis d'enfance) figurent parmi Les 100 plus belles récitations de notre enfance d'Albine Novarino-Pothier et Béatrice Mandopoulos.

### Monuments
- Sculpture d'un buste du poète par Jean Fréour, installé à Bourgneuf-en-Retz
- 1981 : Institut des Monnaies, médaille de Charles Auffret (avers : portrait de René Guy Cadou, revers : Louisfert en Poésie)
- Une plaque est apposée sur la façade de l'ancienne école du 5 quai Hoche à Nantes, et sur la demeure de René Guy Cadou à Louisfert.
- Une fresque et des extraits de poèmes décorent le Collège Hélène et René Guy Cadou à Saint-Brévin-les-Pins depuis juin 2017.

### Lieux portant le nom du poète

#### Rues
- en Loire-Atlantique : à Saint-Herblon, Nantes, Rezé, Louisfert, Sainte-Reine-de-Bretagne, Le Pouliguen, La Bernerie-en-Retz, Châteaubriant, La Montagne, Pontchâteau, La Baule,
- dans d'autres départements bretons : Tinténiac (Ille-et-Vilaine), Redon (Ille-et-Vilaine), Guilers (Finistère), Pommerit-le-Vicomte (Côtes-d'Armor)
- en Sarthe : La Flèche
- en Vendée : La Roche-sur-Yon, Saint-Gilles-Croix-de-Vie
- en Auvergne : La Roche Blanche , Le Cendre (Puy-de-Dôme)

#### Écoles
- Groupe scolaire René Guy-Cadou à Louisfert (Loire-Atlantique)
- École René Guy-Cadou, à Châteaubriant (Loire-Atlantique)
- École René Guy-Cadou, à La Bernerie-en-Retz (Loire-Atlantique)
- École René Guy-Cadou, à Varades (Loire-Atlantique)
- École René Guy-Cadou, à Saint Herblain (Loire-Atlantique)
- Groupe scolaire René Guy-Cadou, à Herbignac (Loire-Atlantique)
- École élémentaire René Guy-Cadou[15], à Olonne-sur-Mer (Vendée)
- École élémentaire René Guy-Cadou à Lorient (Morbihan)
- École élémentaire René Guy-Cadou à Plescop (Morbihan)
- École publique René Guy-Cadou[16] à Taupont (Morbihan)
- École maternelle et élémentaire René Guy-Cadou à Tinténiac (Ille-et-Vilaine)
- École maternelle et élémentaire René Guy-Cadou à Saint-Aubin-de-Luigné (Maine-et-Loire)
- École maternelle publique René Guy-Cadou à Locminé (Morbihan)
- École primaire publique René Guy-Cadou à Beaucé (Ille-et-Vilaine)
- Groupe scolaire René Guy-Cadou à Orléans la Source (Loiret)

#### Collèges
- Collège René Guy-Cadou, à Ancenis (Loire-Atlantique)
- Collège Hélène & René Guy-Cadou à Saint-Brevin-les-Pins (Loire-Atlantique)[17]
- Collège René Guy-Cadou à Montoir de Bretagne (Loire-Atlantique)
- Collège René Guy-Cadou à Malansac (Morbihan)

#### Bibliothèques
- Bibliothèque communautaire à Beaumont (Puy-de-Dôme) Clermont-Communauté
- Médiathèque municipale à Basse-Goulaine (Loire-Atlantique)
- Médiathèque du Bignon (Loire-Atlantique)
- Médiathèque de Fleury-les-Aubrais (Loiret)